# Spomenka Štimec
Spomenka Štimec (4 janvier 1949-) est une autrice, traductrice et espérantiste croate.

## Biographie

### Jeunesse
Spomenka Štimec nait le 4 janvier 1949 à Orehovica, alors en Yougoslavie, aujourd’hui dans le comitat de Međimurje, en Croatie. Elle est la fille des enseignants Ivan Štimec et Rajka Štimec, née Belošević. Elle fait ses études dans les écoles de Orehovica entre 1955 et 1956, à Sračinec entre 1956 et 1959, puis Varaždin entre 1964 et 1967, avant de rejoindre le gymnasium de Varaždin entre 1964 et 1967. Elle fait ensuite ses études à l’Université de Zagreb, où elle étudie la philosophie entre 1967 et 1972. En 1972, elle est diplômée en langues française et allemande.

## Œuvres
- Spomenka Štimec, Roger Imbert, Ivan Špoljarec, Zlatko Tišljar, Esperanto: Udžbenik Međunarodnog jezika (œuvre littéraire), 1978.
- Spomenka Štimec, Ombro sur interna pejzaĝo (œuvre littéraire), 1984.
- Spomenka Štimec, Nikola Rašić, Zlatko Tišljar, Esperanto ne estas nur lingvo (œuvre littéraire), 1985.
- Spomenka Štimec, Tibor Sekelj, pioniro de la Dua Jarcento (œuvre littéraire), 1989.
- Spomenka Štimec, Nesenditaj leteroj el Japanio (œuvre littéraire), 1990.
- Spomenka Štimec, Vojaĝo al disiĝo (œuvre littéraire), 1990.
- Spomenka Štimec, Geografio de miaj memoroj (œuvre littéraire), 1992.
- Spomenka Štimec, Kroata milita noktlibro (œuvre littéraire), 1993.
- Spomenka Štimec, Tena — hejmo en Mezeŭropo (œuvre littéraire), 1996.
- Spomenka Štimec, La Aŭstralia pupo (œuvre littéraire), 1997.
- Spomenka Štimec, Tilla (œuvre littéraire), 2002.
- Spomenka Štimec, Hodler en Mostar (œuvre littéraire), 2006.
- Spomenka Štimec, Nikola Rašić, Ivo Borovečki, Cent jaroj de kroata literaturo en Esperanto (œuvre littéraire), 2008.
- Spomenka Štimec, Dom u Srednjoj Europi (œuvre littéraire), 2016.